# سيد فاضل
سيد فاضل (بالإنجليزية: Syed Fadhil)‏ هو لاعب كرة قدم سنغافوري في مركز الوسط، ولد في 16 أبريل 1981 في سنغافورة. شارك مع منتخب سنغافورة لكرة القدم. أما مع النوادي، فقد لعب مع نادي غيلانغ إنترناشونال ونادي ليون سيتي سيلورز لكرة القدم ونادي واريورز ويانج لايونز.

## وصلات خارجية
- سيد فاضل على موقع قاعدة بيانات كرة القدم.إي يو (الإنجليزية)
- سيد فاضل على موقع ناشيونال فوتبول تيمز (الإنجليزية)
- سيد فاضل على موقع Soccerway.com (الإنجليزية)